# Sminthopsis griseoventer
Sminthopsis griseventor là một loài động vật có vú trong họ Dasyuridae, bộ Dasyuromorphia. Loài này được Kitchener, Stoddart, & Henry mô tả năm 1984.